# 대연 롯데캐슬 레전드
대연 롯데캐슬 레전드(영어: Daeyeon LOTTE CASTLE legend)는 대한민국 부산광역시 남구 대연동에 위치한 대단지 아파트이다. 최고 35층의 30개의동 3149세대로 이루어져 있으며, 17평, 22평, 25평, 34평, 39평, 46평으로 4개의 평수로 구성되어 있다. 17평형 138세대, 22평형 130세대, 25평형 516세대, 34평형 1,634세대, 39평형 495세대, 46평형 236세대가 있는 중소형 평형대 위주의 아파트 단지이다.
대연2구역 주택 재개발로 건설되고 있는 아파트이다. 2024년에 완공되었다. 30개의동 및 상업시설으로 구성되어있다.
주변에 남구청, 남부산교육청, 보건소등 관공서가 위치해 있다.
단지가 굉장히 크다보니 남쪽에 위치한 동들의 선호도와 시세가 더 높게 형성되어 있다.

## 시설
[101동~127동] 1단지
| 층수                | 시설       |
| ------------------- | ---------- |
| 1층 ~ 35층          | 아파트     |
|                     |            |
|                     |            |
|                     |            |
| 지하 6층 ~ 지하 1층 | 지하주차장 |

[201동~203동] 2단지
| 층수                | 시설       |
| ------------------- | ---------- |
|                     |            |
|                     |            |
|                     |            |
|                     |            |
| 지하 1층 ~ 지하 4층 | 지하주차장 |